# 霹雳州苏丹
霹雳州苏丹是马来西亚霹靂州的统治者，同时也是州的最高领导人及伊斯兰教领袖。
霹雳苏丹王朝是马来统治者最古老的世袭政权之一。
马六甲苏丹王朝于1511年因葡萄牙的攻击而灭亡时, 苏丹马末沙撤退至廖内省金宝, 并在1528年于当地驾崩。他有三个王子，分别为阿拉烏丁二世、穆扎法莎和阿末莎。其长子，阿拉乌丁建立了柔佛苏丹王朝，而二儿子则被迎接至霹雳以统治当地并成为第一位来自马六甲王朝王族的霹靂苏丹，传至第9任苏丹沙拉胡丁沙在1636逝世时，因无子嗣而传位给第二代苏丹的外曾孙女婿苏丹慕沙法沙二世，结束了源自马六甲王朝父系的统治。
1699年，在旧柔佛苏丹王朝统治者苏丹馬穆被阿都加里尔宰相杀害后，马六甲苏丹王朝的男系后裔在马来州属的统治正式结束。
现任霹雳苏丹是马六甲马来苏丹王朝和苏门答腊锡亚苏丹国女性后代的后裔。

## 霹雳苏丹列表
以下是自霹雳马来苏丹王朝建立以来霹靂州的苏丹。
| 顺序 | 肖像 | 名称                           | 生卒日期                      | 在位日期                       | 备注                     |
| ---- | ---- | ------------------------------ | ----------------------------- | ------------------------------ | ------------------------ |
| 1    |      | 端姑苏丹慕查法沙               | 1505年－1549年                | 1528年－1549年                 |                          |
| 2    |      | 端姑苏丹满速沙                 | ？－1577年                    | 1549年－1577年                 |                          |
| 3    |      | 端姑苏丹阿末·塔祖丁沙          | ？－1584年                    | 1577年－1584年                 |                          |
| 4    |      | 端姑苏丹塔祖·阿里芬沙          | ？－1594年                    | 1584年－1594年                 |                          |
| 5    |      | 端姑苏丹阿拉乌丁沙             | ？－1603年                    | 1594年－1603年                 |                          |
| 6    |      | 端姑苏丹慕卡丹沙               | ？－1619年                    | 1603年－1619年                 |                          |
| 7    |      | 端姑苏丹满速沙二世             | 待考                          | 1619年－1627年                 |                          |
| 8    |      | 端姑苏丹马末沙                 | ？－1630年                    | 1627年－1630年                 |                          |
| 9    |      | 端姑苏丹沙拉胡丁沙             | ？－1635年                    | 1630年－1635年                 |                          |
| 10   |      | 端姑苏丹慕查法沙二世           | ？－1653年12月15日            | 1636年－1653年12月15日         |                          |
| 11   |      | 端姑苏丹马末·依斯干达沙        | 1641年－1720年                | 1654年－1720年                 |                          |
| 12   |      | 端姑苏丹阿拉乌丁·慕哈亚沙      | ？－1728年                    | 1720年－1728年                 |                          |
| 13   |      | 端姑苏丹慕查法沙三世           | ？－1754年8月30日             | 1728年－1742年                 | - 禪位                   |
| 14   |      | 端姑苏丹莫哈末沙               | ？－1750年                    | 1742年－1750年                 |                          |
| 15   |      | 端姑苏丹慕查法沙三世（第二次） | 同上                          | 1750年－1754年8月30日          |                          |
| 16   |      | 端姑苏丹依斯干达·茹卡纳因沙    | ？－1765年7月14日             | 1754年8月30日－1765年7月14日   |                          |
| 17   |      | 端姑苏丹马末沙二世             | ？－1773年6月17日             | 1765年7月14日－1773年6月17日   |                          |
| 18   |      | 端姑苏丹阿拉乌丁·满速沙        | ？－1792年9月                 | 1773年6月17日－1792年9月       |                          |
| 19   |      | 端姑苏丹阿莫都丁沙             | ？－1806年                    | 1792年9月－1806年              |                          |
| 20   |      | 端姑苏丹阿都-马列沙            | ？－1825年8月18日             | 1806年－1825年8月18日          |                          |
| 21   |      | 端姑苏丹阿都拉沙               | ？－1830年12月20日            | 1825年8月18日－1830年12月20日  |                          |
| 22   |      | 端姑苏丹沙哈布丁沙             | ？－1851年                    | 1830年12月20日－1851年         |                          |
| 23   |      | 端姑苏丹阿都拉·莫哈末沙        | ？－1857年                    | 1851年－1857年                 |                          |
| 24   |      | 端姑苏丹查法·沙菲乌丁沙        | ？－1865年3月20日             | 1857年－1865年3月20日          |                          |
| 25   |      | 端姑苏丹阿里沙                 | ？－1871年5月25日             | 1865年3月20日－1871年5月25日   |                          |
| 26   |      | 端姑苏丹依斯迈沙               | ？－1889年9月24日             | 1871年5月26日－1874年1月20日   | - 废位                   |
| 27   |      | 端姑苏丹阿都拉·莫哈末沙二世    | 1842年9月21日－1922年12月22日 | 1874年1月20日－1877年3月20日   | - 废位                   |
| 28   |      | 端姑苏丹尤索夫·沙利夫丁沙      | ？－1887年7月26日             | 1877年3月30日－1887年7月26日   |                          |
| 29   |      | 端姑苏丹依德利斯沙             | 1849年6月19日－1916年1月14日  | 1887年7月26日－1916年1月14日   |                          |
| 30   |      | 端姑苏丹阿都-加里尔沙          | ？－1918年10月26日            | 1916年1月14日－1918年10月26日  |                          |
| 31   |      | 端姑苏丹依斯干达沙             | 1881年5月10日－1938年10月14日 | 1918年10月26日－1938年10月14日 |                          |
| 32   |      | 端姑苏丹阿都-阿兹沙            | 1887年11月14日－1948年3月29日 | 1938年10月14日－1948年3月29日  |                          |
| 33   |      | 端姑苏丹尤索夫·依祖丁沙        | 1890年1月15日－1963年1月4日   | 1948年3月29日－1963年1月4日    |                          |
| 34   |      | 端姑苏丹依德利斯沙二世         | 1924年8月12日－1984年1月31日  | 1963年1月4日－1984年1月31日    |                          |
| 35   |      | 端姑苏丹阿兹兰沙               | 1928年4月19日－2014年5月28日  | 1984年1月31日－2014年5月28日   | - 马来西亚第九任最高元首 |
| 36   |      | 端姑苏丹纳兹林沙               | 1956年11月27日－              | 2014年5月29日－                |                          |

## 备注
1. ↑  Khoo, Kay Kim. . . Subang Jaya: Pelanduk Publications. 2001. ISBN 967-978-386-3.

## 外部衔接
- http://rajakita.perak.gov.my/salasilah.swf （页面存档备份，存于）
- Pejabat D.Y.M.M. Sultan Perak Darul Ridzuan - Senarai Sultan Perak （页面存档备份，存于）